# Bozhidar Kraev
Bozhidar Kraev (en búlgaro: Божидар Краев; Vratsa, Bulgaria, 23 de junio de 1997) es un futbolista búlgaro. Juega de centrocampista en el Western Sydney Wanderers F. C. de la A-League.

## Clubes
| Club                           | País          | Año       |
| ------------------------------ | ------------- | --------- |
| Levski Sofia                   | Bulgaria      | 2014-2016 |
| F. C. Midtjylland              | Dinamarca     | 2017-2022 |
| Gil Vicente F. C. (cedido)     | Portugal      | 2019-2020 |
| F. C. Famalicão                | Portugal      | 2021      |
| Wellington Phoenix F. C.       | Nueva Zelanda | 2022-2024 |
| Western Sydney Wanderers F. C. | Australia     | 2024-     |

## Palmarés

### Títulos nacionales
| Título                 | Club              | País      | Año  |
| ---------------------- | ----------------- | --------- | ---- |
| Superliga de Dinamarca | F. C. Midtjylland | Dinamarca | 2018 |
| Copa de Dinamarca      | F. C. Midtjylland | Dinamarca | 2019 |
| Copa de Dinamarca      | F. C. Midtjylland | Dinamarca | 2022 |